# Schistura reticulofasciata
Schistura reticulofasciata és una espècie de peix de la família dels balitòrids i de l'ordre dels cipriniformes.

## Morfologia
Fa 3,8 cm de llargària màxima.

## Hàbitat i distribució geogràfica
És un peix d'aigua dolça, bentopelàgic i de clima tropical, el qual viu als rierols de fons pedregós de la conca del riu Brahmaputra a Meghalaya (l'Índia).

## Amenaces
La seua principal amenaça és la pèrdua del seu hàbitat a causa dels desastres naturals i els canvis antropogènics (com ara, la desforestació, la qual és un problema especialment greu a Meghalaya).

## Observacions
És inofensiu per als humans.